# Car-HiFi

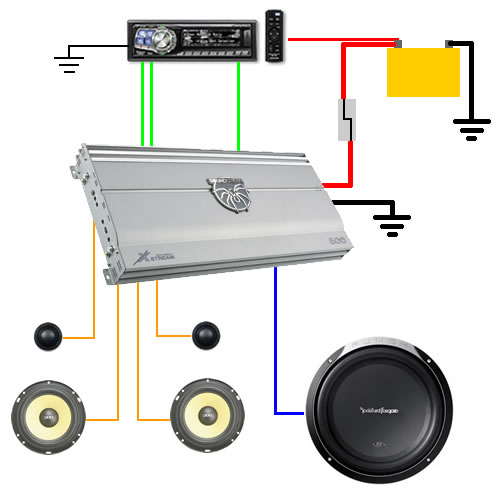
Aufbau einer Car-Hifi-Anlage

Car-HiFi ist ein Sammelbegriff für HiFi-Geräte und -Anlagen in Kraftfahrzeugen.
Im Car-HiFi-Bereich werden spezielle Komponenten in Fahrzeuge eingebaut beziehungsweise vorhandene ausgetauscht, um höheren Klangansprüchen gerecht zu werden. Zweck ist es, die Leistung oder die Eigenschaften der Musikanlage im Auto zu verbessern.
In der Fahrzeugtuning-Szene wird daneben auch versucht, optische Akzente zu setzen und die Anlage in das Gesamtbild des Fahrzeuges einzubinden. Die werksseitigen Standard-Anlagen der Autohersteller genügen vielen Fahrzeugbesitzern nicht. Zwar gibt es heute Optionen von Seiten der Automobilhersteller, Audioanlagen nach speziellen Vorgaben einzubauen, das ist jedoch oft mit hohen Kosten verbunden.

## Energieversorgung
Die Betriebsspannung für die Car-HiFi-Komponenten wird üblicherweise vom Bordnetz des Trägerfahrzeuges abgegriffen. Bei laufendem Motor wird die Bordnetz-Spannung durch die Lichtmaschine generiert, andernfalls stellt sie die Starterbatterie bereit. Die Leerlaufspannung des Bordnetzes eines Kraftfahrzeuges liegt üblicherweise zwischen 12 V (Batteriespannung) und ~14 V (Batterieladespannung der Lichtmaschine).
Für den optimalen Betrieb, vor allem der Leistungsverstärkungs-Endstufen, ist eine möglichst konstante Versorgungsspannung – insbesondere im Fall von Lastanforderungen – nötig (→ kleiner Innenwiderstand der Spannungsquelle). Um diesem Anspruch gerecht zu werden, können verschiedene Maßnahmen ergriffen werden, die den von der Endstufe "gesehenen" Innenwiderstand der Spannungsquelle verkleinern:
- Austausch der Starterbatterie gegen eine Spezialbatterie mit kleinerem Innenwiderstand
- Installation einer oder mehrerer Zusatzbatterien
- Installation eines oder mehrerer Kondensatoren (ugs. auch PowerCaps)

Insbesondere die Parallelschaltung mehrerer Batterien kann auch über längere Zeiträume benötigte große Ströme bereitstellen. Kondensatoren Parallel zur Betriebsspannung verringern das Einbrechen der Bordnetz-Spannung bei kurzzeitigen Leistungsbedarfsspitzen. Eine Einbauvariante bei Verwendung mindestens einer Zusatzbatterie ist die Abtrennung der Hauptbatterie durch ein Trennrelais. Das ermöglicht den Betrieb der Carhifi-Anlage bei ausgeschaltetem Motor, ohne die zum Anlassen des Motors benötigte Starterbatterie zu entladen.

## Autoradio
Für das Autoradio wird in der Car-HiFi-Szene oft der englische Begriff Head Unit verwendet.
Moderne Autoradios sind mit einem integrierten 4-Kanal-Verstärker ausgerüstet, dessen Ausgangsleistung allerdings begrenzt ist. Diese Begrenzung ist physikalisch in der Versorgungsspannung von max. 14 V des Bordnetzes begründet.

## Lautsprecher

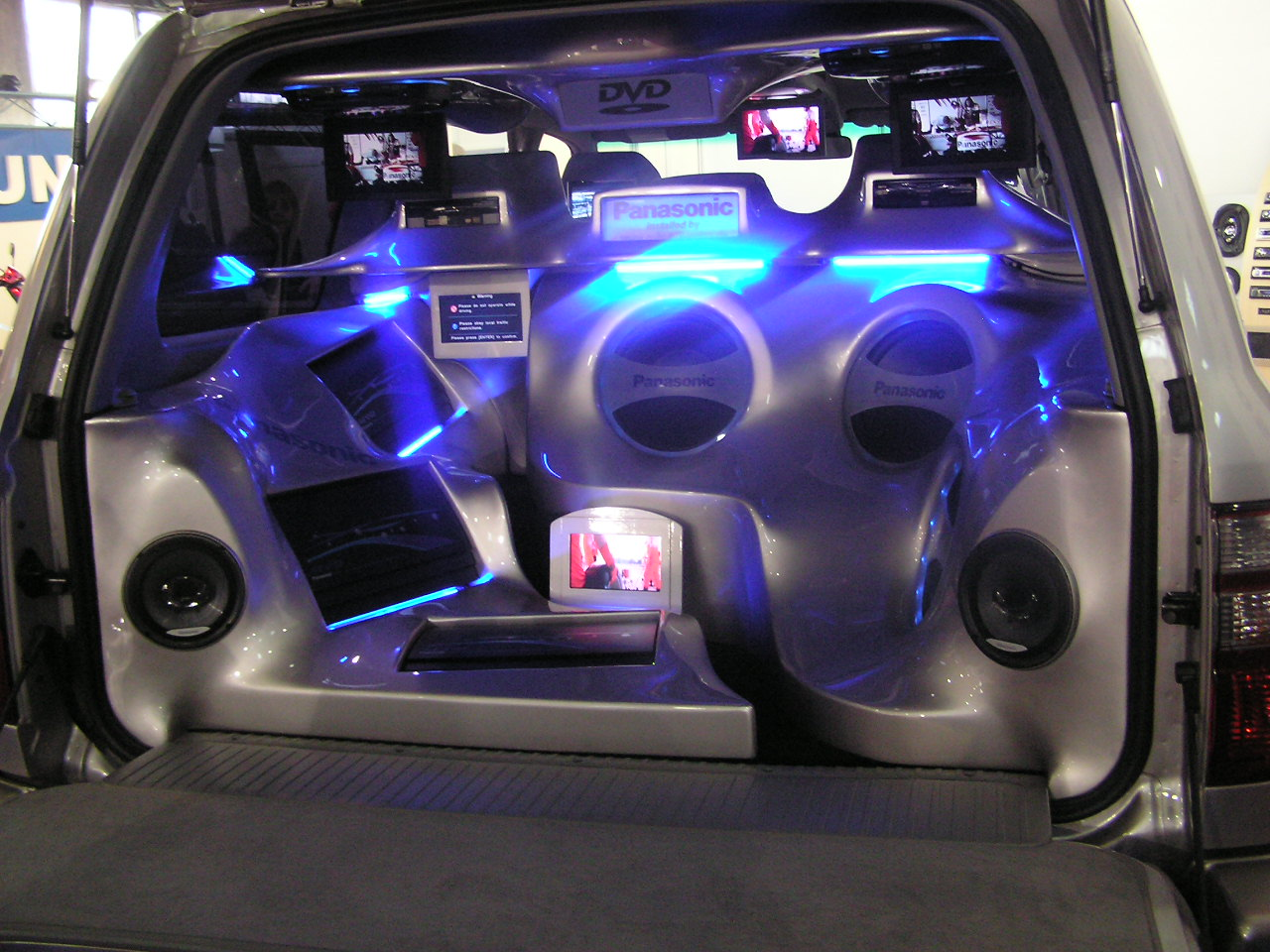
Car-HiFi-Anlage (Kofferraum)

Im Fahrzeugbereich kommen üblicherweise Lautsprecher mit einer Impedanz von 4 Ohm zum Einsatz. Lautsprecher, die den Vorderbereich des Autos beschallen, werden als Frontsystem bezeichnet. Sie können zum Beispiel in der A-Säule, den Vordertüren oder im Armaturenbrett montiert sein. Einige Hersteller bieten für verschiedene Fahrzeugmodelle bereits vorkonfektionierte Komponenten für den Einbau in die Vordertüren an, für die sich in der deutschsprachigen Tunerszene der Begriff Doorboard etabliert hat. Für Komponenten im Bereich des Hecks wird häufig der Begriff Rearfill verwendet.
Im Car-Hifi-Bereich werden auch oft Subwoofer verbaut, die für die alleinige Wiedergabe tieffrequenter Schallwellen konzipiert sind. Aufgrund ihrer Größe werden sie oft im Kofferraum des Autos verbaut. Bei der Verwendung eines Subwoofers wird der Einsatz von zusätzlichen Endstufen empfohlen.

## Endstufe

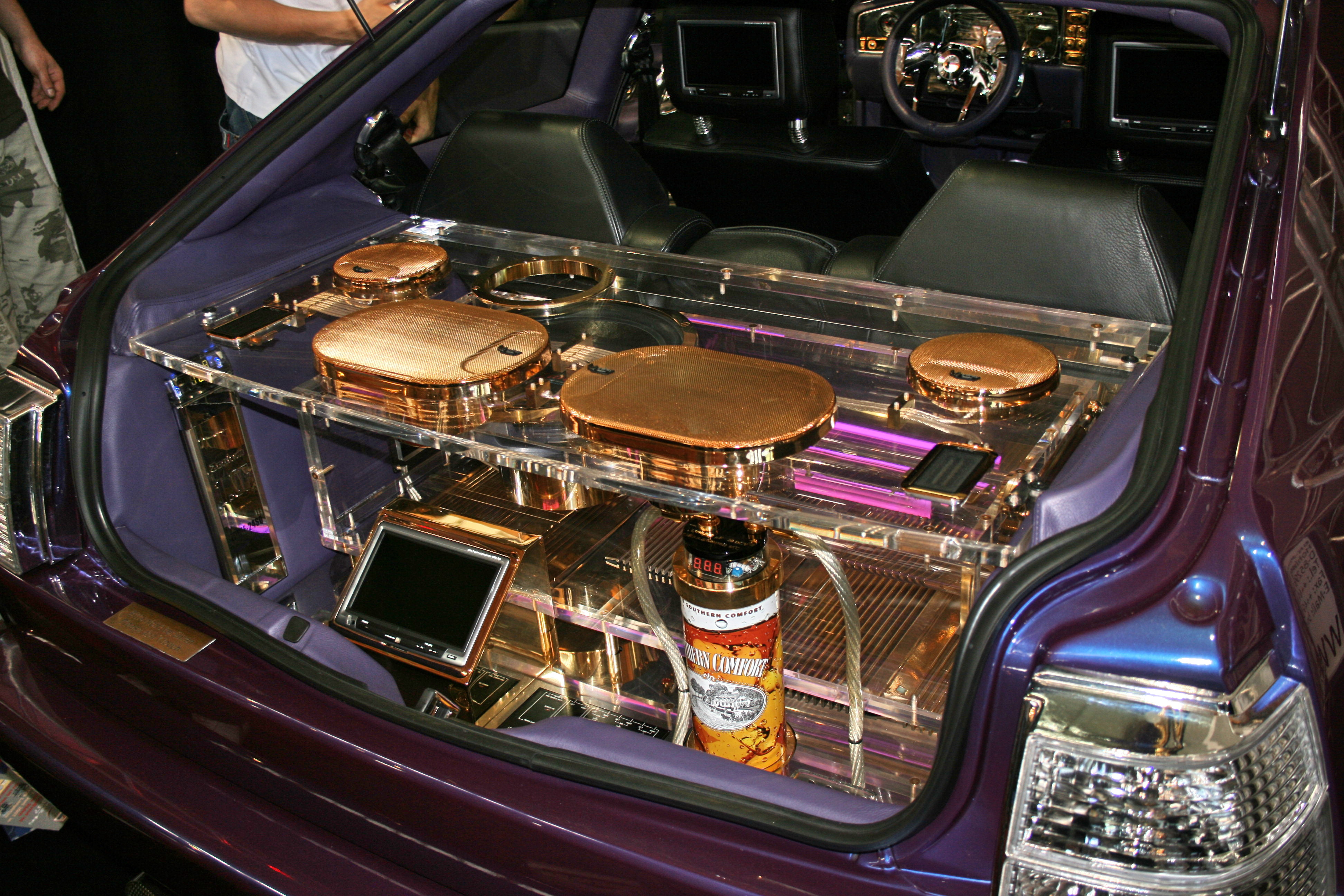
Car-HiFi-Anlage (Kofferraum)

Bei höheren Ansprüchen kommen externe Endstufen (Verstärker, Amp, Amplifier) zum Einsatz.
Da die Bordspannung für höhere Leistungen nicht ausreicht, wird die benötigte Betriebsspannung über einen Spannungswandler erzeugt. Dadurch werden Ausgangsleistungen im kW-Bereich möglich. Externe Endstufen werden in der Regel mittels Remote-Leitungen (Steuerkabel) vom Autoradio aus aktiviert. Bei ausgeschaltetem Autoradio ist die Endstufe im Standby-Modus, dem Bordnetz wird nur ein geringer Ruhestrom entnommen.

## Probleme

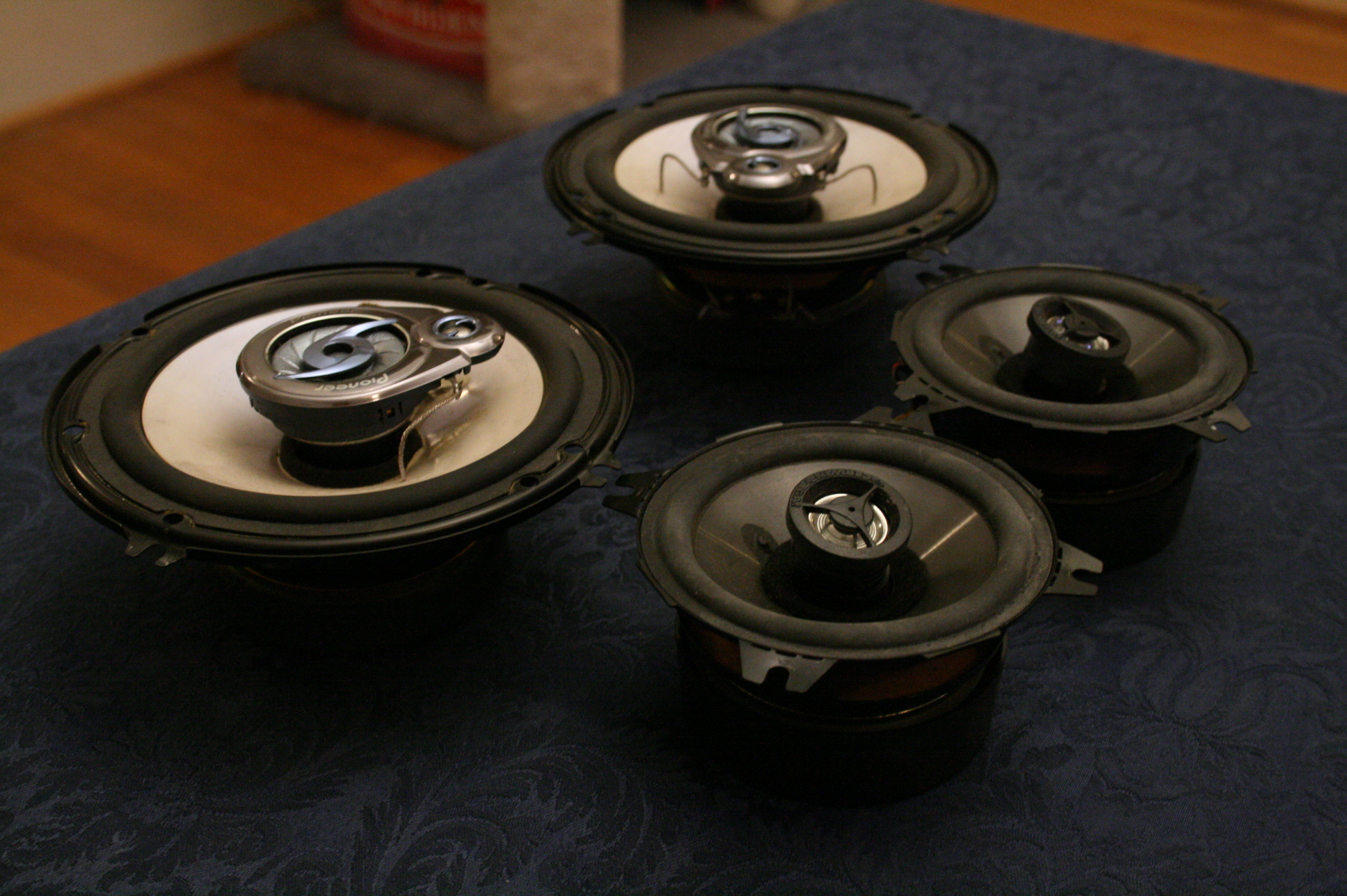
Auto-Lautsprecher

Der Einbau von aufwändigen Car-HiFi-Anlagen erfordert Kenntnisse im Bereich der Elektronik und der im Kfz-Bereich verwendeten Kabel und Anschlüsse, wie zum Beispiel CAN-Bus oder ISO 10487. Zusätzliche elektrische Installationen müssen laut geltendem Gesetz spätestens 30 cm hinter der Autobatterie abgesichert werden, da sonst die Betriebserlaubnis des Fahrzeugs erlöschen kann. Durch falsch gewählte Leitungsquerschnitte können Kabelbrände entstehen. Durch Differenzspannungen in der Fahrzeugmasse entstehen Masseschleifenprobleme, weitere Störfelder können zum Beispiel durch den Anlasser, die Lichtmaschine oder den Zündverteiler des Motors entstehen. Diese können sich im Klang der Anlage negativ bemerkbar machen. Im Profibereich werden daher mehrfach abgeschirmte Audiokabel verwendet und diese getrennt von den Stromkabeln verlegt.
Auch kann es durch hohe auftretende Spannungen zu Überlastungen der Lichtmaschine oder zu Fehlfunktionen der Bordelektronik (Airbag, ABS) kommen.
Aufgrund der Schwingungen kann in den Karosserieblechen Dröhnen entstehen. Durch Anbringen von Bitumenmatten, glasfaserverstärkte Kunststoffe, Dämmstoffen oder das Ändern von Verbindungsarten wird versucht, dem entgegenzuwirken.

## Gefahren
Generell kann sich durch Ablenkung bei der Bedienung des Radios während der Fahrt die Unfallgefahr erhöhen.
Eine aufwändige Car-HiFi-Anlage kann die Sicherheit im Straßenverkehr zusätzlich gefährden:
Möglicherweise werden Verkehrsgeräusche, wie zum Beispiel Hupen oder Sondersignale bei zu hoher Lautstärke nicht wahrgenommen. Eine zu hohe Lautstärke kann unter anderem auch zu einer Lärmbelästigung führen, was als Ordnungswidrigkeit geahndet werden kann. Lautsprecher, die auf die Heckablage des Autos montiert werden, können ein Sicherheitsrisiko darstellen, ebenso wie im Kofferraum unsachgemäß befestigte Subwooferboxen, da sie im Falle eines Unfalls nach vorne geschleudert werden könnten.